# Guillaume de Montauban
Guillaume de Montauban, est un combatant héroïque de la guerre de succession de Bretagne. Soutien de Charles de Bois, il est fait référence à ses exploits dans le poème de la Bataille des Trente du Chevalier de Freminville.

## Origine et famille
Membre d'une branche cadette de la Maison de Montauban, Guillaume de Montauban est probablement né au Binio vers 1320. Fils cadet de Renaud de Montauban, seigneur du Binio, de Launay et du Couédor, du Maz et d'Irodouër et de Amicie du Breil, fille unique de Guillaume du Breil, seigneur du Bois-de-la-Roche, il disparait sans descendance, probablement le 14 août 1352 à la bataille de Mauron.
Guillaume de Montauban avait pour frère aîné, Renaud III de Montauban. Lieutenant de Charles de Blois, celui-ci vainquit les anglais à la bataille de Gourhel en 1353 et succéda à Walter Bentley en tant de capitaine de Ploërmel de 1370 à 1373. Mort en 1386, il est inhumé en l'église de Néant-sur-Yvel.
Guillaume de Montauban était aussi le cousin germain du chevalier Jean de Montauban.
Cette branche des Montauban possédaient plusieurs châteaux dont un majeur au Binio à Augan, reconstruit et fortifié avant d'être détruit pendant la guerre de Cent Ans. Des traces de cette forteresse seigneuriale d'importance majeurede part sa position en surplomb de la vallée de l'Oyon, subsistaient dans le parc du château de la Grée de Callac au 19ème siècle.

## Combattant victorieux de la bataille des Trente
Selon Jean de Saint-Paul, auteur de la Chronique de Bretagne, Guillaume de Montauban était en 1351 premier écuyer de Jean de Beaumanoir. A ce sujet, il est aussi écrit dans le poème de la Bataille des Trente :
Après convient choisir moult très noble écuyer ;

De Montauban Guillaume prendrai tout le premier...
Figurant sur la liste des trente Franco-Bretons sélectionnés pour affronter 30 Anglo-Bretons sur la lande Mi-voie, Guillaume de Montauban s'est illustré durant le combat des Trente du 26 ou du 27 mars 1351.
Selon les chroniqueurs, il aurait permis la victoire de son camp grâce à un stratagème décisif.
Feignant de prendre la fuite à cheval,il attire les Anglais à sa poursuite. Dans un premier temps, Beaumanoir interprète lui aussi ce mouvement vers les chevaux, restés en arrière de la mêlée, comme une défection. Blessé et en mauvaise posture, le capitaine ordonne à son écuyer de revenir au combat. Il est alors prêté à Montauban de s'être écrié : «Besoigne Beaumanoir, besoigne car bien besoigneray ! » et sur cette réponse, il aurait enfourché et éperonné sa monture pour cavaler sur ses adversaires. Faisant chuter au moins dix d'entre-eux dans un aller-retour, décrit Jean de Saint-Paul, Guillaume de Montauban scelle l'issue de la bataille. La ruse aurait déterminé la défaite, toutefois relative, des Anglais.
Les faits sont aussi mentionnés dans les chroniques des maisons de Vitré et de Laval mais après cet épisode, le nom complet de Guillaume de Montauban disparait des chroniques.

## Mort probable à la bataille de Mauron en 1352[14]
Selon les historiens bretons Arthur de la Borderie, Barthélemy Pocquet du Haut-Jussé et  Xavier de Bellevüe, Guillaume de Montauban aurait trouvé la mort, « la veille de l'Assomption » le 14 août 1352 à la sanglante bataille de Mauron. Les historiens contemporains sont toutefois divisés sur l'identité de celui ou de ceux des Montauban à avoir trouvé la mort à Mauron.
La participation de Guillaume de Montauban à cette bataille s'étant déroulée non loin du fief maternel du Bois-de-la-Roche est établie par plusieurs auteurs. Guillaume de Montauban, tout comme le sire Jean de Beaumanoir et tous ses compagnons d'arme du Combat des Trente, figurait vraisemblablement au nombre des chevaliers du camp franco-breton vaincu par Walter de Bentley.
La mort de Guillaume de Montauban au cours de ce désastre militaire reste incertaine. Elle se déduit cependant des sources contemporaines anglaises et nommant du rapport que fit le commandant des forces anglaises au roi d’Angleterre Edouard III. Le chroniqueur anglais Robert d’Avesbury, qui retranscrit cette lettre mentionne la mort d'un «seigneur de Montauban » et d'un certain «Renaud de Montauban » sans que nous sachions s'il s'agit du père ou du frère de Guillaume. L'auteur Galfridi Le Baker confirme également la mort d'un «seigneur de Montauban» mais ne donne pas davantage de prénom.
Pour les historiens cité plus haut, seul Guillaume, ﬁls de Renaud de Montauban, seigneur du Binio et du Bois-de-la-Roche, aurait pu trouver la mort à la bataille de Mauron puisqu'on retrouve la trace du père et du frère plus trad, tout comme celle d'ailleurs d'Alain de Montauban, également évoqué comme possible victime du combat.

## Sépulture supposée
Le lieu de l'inhumation de Guillaume de Montauban n'est pas non plus formellement identifié mais une hypothèse situe sa sépulture dans la chapelle seigneuriale Saint-Nicolas du Binioà Augan.
Une pierre tombale a été mise au jour à la fin de 19ème siècle par le Marquis de Bellevüe. Située derrière le maître-autel de la chapelle, elle est gravée d'un blason très altéré sur lequel on devine les 7 macles de la Maison de Montauban et une inscription effacée en caractères gothiques : « GUILLEL... D... MON ... ».
Une hypothèse suggère que ce tombeau serait celui de, Guillaume de Montauban. Mais il s'agirait plus probablement de la tombe de son petit neveu, Guillaume IV de Montauban, chevalier banneret, seigneur du Binio, du Couédor, du Bois-de-la-Roche et baron de Gonneville. Père du chancelier de Bretagne Philippe de Montauban, ce dernier fit reconstruite la chapelle en 1450 et y fut probablement inhumé lui-même en 1486.
Il n'est pas exclu que le sol de la chapelle renferme d'autres tombes, antérieures à la rénovation.